# Unterseeboot 1009
L'Unterseeboot 1009 ou U-1009 est un sous-marin allemand (U-Boot) de type VIIC/41 utilisé par la Kriegsmarine pendant la Seconde Guerre mondiale.
Le sous-marin est commandé le 23 mars 1942 à Hambourg (Blohm + Voss), sa quille est posée le 24 février 1943, il est lancé le 5 janvier 1944 et mis en service le 10 février 1944, sous le commandement de l'Oberleutnant zur See Klaus Hilgendorf.
L'U-1009 n'endommage ni ne coule aucun navire au cours des deux patrouilles (122 jours en mer) qu'il effectue.
Il capitule à Loch Eriboll en mai 1945 et est coulé en décembre 1945.

## Conception
Unterseeboot type VII, l'U-1009 avait un déplacement de 769 tonnes en surface et 871 tonnes en plongée. Il avait une longueur hors-tout de 67,10 m, un maître-bau de 6,20 m, une hauteur de 9,60 m et un tirant d'eau de 4,74 m. Le sous-marin était propulsé par deux hélices de 1,23 m, deux moteurs diesel Germaniawerft M6V 40/46 de 6 cylindres en ligne de 1 400 cv à 470 tr/min, produisant un total de 2 060 à 2 350 kW en surface et de deux moteurs électriques Brown, Boveri & Cie GG UB 720/8 de 375 cv à 295 tr/min, produisant un total 550 kW, en plongée. Le sous-marin avait une vitesse en surface de 17,7 nœuds (32,8 km/h) et une vitesse de 7,6 nœuds (14,1 km/h) en plongée. Immergé, il avait un rayon d'action de 80 milles marins (150 km) à 4 nœuds (7,4 km/h; 4,6 milles par heure) et pouvait atteindre une profondeur de 230 m. En surface son rayon d'action était de 8 500 milles nautiques (soit 15 700 km) à 10 nœuds (19 km/h).
L'U-1009 était équipé de cinq tubes lance-torpilles de 53,3 cm (quatre montés à l'avant et un à l'arrière) et embarquait quatorze torpilles. Il était équipé d'un canon de 8,8 cm SK C/35 (220 coups), d'un canon antiaérien de 20 mm Flak et d'un canon 37 mm Flak M/42 qui tire à 15 350 mètres avec une cadence théorique de 50 coups par minute. Il pouvait transporter 26 mines TMA ou 39 mines TMB. Son équipage comprenait 4 officiers et 40 à 56 sous-mariniers.

## Historique
Il suit son temps d'entraînement à la 31. Unterseebootsflottille jusqu'au 31 octobre 1944, puis il rejoint son unité de combat dans la 11. Unterseebootsflottille.
Entre octobre et décembre 1944, l'U-1009 effectue plusieurs escales dans des ports norvégiens. Sa première patrouille débute le 11 décembre 1944 au départ de Bergen, sous le commandement de l'Oberleutnant zur See Dietrich Zehle. Durant 60 jours, le submersible croise dans l'Atlantique Nord, sans succès.
Sa deuxième patrouille débute le 29 mars 1945 au départ de Trondheim. À la capitulation de l'Allemagne Nazie, l'U-1009 se trouve en mer. Il est le premier sous-marin allemand à se rendre aux forces alliées à Loch Eriboll en Écosse, le 10 mai 1945.
Il est ensuite transféré au point de rassemblement de Lisahally en vue de l'opération Deadlight, entreprise alliée de destruction massive de la flotte d'U-Boote de la Kriegsmarine.
L'U-1009 est coulé le 16 décembre 1945 à 9 h 28 à la position 55° 31′ 05″ N, 7° 24′ 00″ O, par l'artillerie du destroyer HMS Onslow.

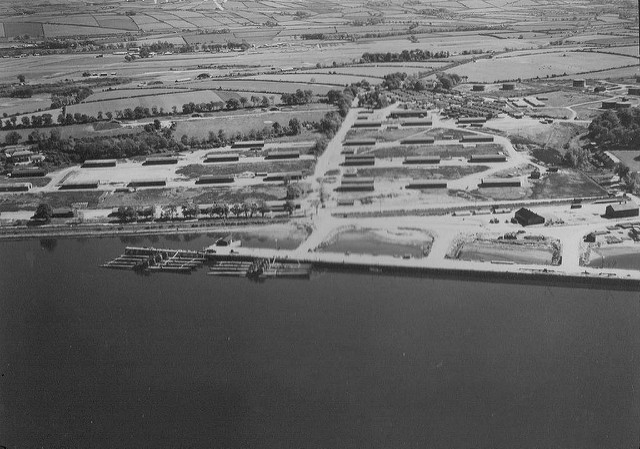
Vue des huit premiers U-boots transférés à Lisahally le 24 mai 1945. La photo montre des bâtiments autour de l'ancienne base navale américaine comprenant des hangars, des ateliers et des réservoirs de carburant. L'aérodrome de est visible au second plan. Les huit U-Boote sont les U-293, U-802, U-826, U-1009, U-1058, U-1105, U-1109 et U-1305.

Innes McCartney localise l'épave en 2002 ; elle repose à 57 mètres de profondeur.

## Affectations
- 31. Unterseebootsflottille du 10 février 1944 au 31 octobre 1944 (Période de formation).
- 11. Unterseebootsflottille du 1er novembre 1944 au 8 mai 1945 (Unité combattante).

## Commandement
- Oberleutnant zur See Klaus Hilgendorf du 10 février 1944 au 10 mai 1945.
- Oberleutnant zur See Dietrich Zehle de novembre 1944 à février 1945.

## Patrouilles
|       | Commandant             | Départ           | Départ       | Arrivée          | Arrivée          | Jours     | Succès |
| ----- | ---------------------- | ---------------- | ------------ | ---------------- | ---------------- | --------- | ------ |
|       | Oblt. Klaus Hilgendorf | 12 octobre 1944  | Kiel         | 14 octobre 1944  | Horten           | 3 jours   |        |
|       | Oblt. Klaus Hilgendorf | 22 octobre 1944  | Horten       | 23 octobre 1944  | Kristiansand     | 2 jours   |        |
|       | Oblt. Klaus Hilgendorf | 27 octobre 1944  | Kristiansand | 28 octobre 1944  | Horten           | 2 jours   |        |
|       | Oblt. Klaus Hilgendorf | 17 novembre 1944 | Horten       | 19 novembre 1944 | Kristiansand     | 3 jours   |        |
|       | Oblt. Klaus Hilgendorf | 20 novembre 1944 | Kristiansand | 20 novembre 1944 | Egersund         | 1 jour    |        |
|       | Oblt. Klaus Hilgendorf | 26 novembre 1944 | Egersund     | 27 novembre 1944 | Bergen           | 2 jours   |        |
|       | Oblt. Dietrich Zehle   | 28 novembre 1944 | Bergen       | 3 décembre 1944  | Bergen           | 6 jours   |        |
| 1     | Oblt. Dietrich Zehle   | 11 décembre 1944 | Bergen       | 8 février 1945   | Trondheim        | 60 jours  |        |
| 2     | Oblt. Klaus Hilgendorf | 29 mars 1945     | Trondheim    | 10 mai 1945      | Loch Eriboll, UK | 43 jours  |        |
| Total | Total                  | Total            | Total        | Total            | Total            | 122 jours | 0 t    |

Note : Oblt. = Oberleutnant zur See